# Championnat d'Australie féminin de football
Le championnat d'Australie de football féminin ou A-League Women est une compétition semi-professionnelle féminine de football opposant onze clubs australiens et un club néo-zélandais.

## Histoire
Le championnat national australien est connu de 1996 à 1999 sous le nom d'Ansett Australia Summer Series, de 1999 à 2004 sous le nom de Women's National Soccer League et renommée en 2005 en Australian National Women's Football Tournament. La compétition est interrompue de 2005 à 2008.
À partir de 2008 est créée la W-League, calquée sur le championnat masculin, avec une saison régulière puis des play-offs avec les quatre premières équipes de la saison régulière, sous format coupe (demi-finale et finale) avec match unique chez l'équipe la mieux classée. Le vainqueur de la finale, appelée Grand Final, est sacré champion d'Australie.
En 2021, la W-League est rebaptisée A-League Women pour mettre les hommes et les femmes sur un pied d'égalité.

## Palmarès
| Saison                                          | Champion                       |
| Ansett Australia Summer Series                  | Ansett Australia Summer Series |
| ----------------------------------------------- | ------------------------------ |
| 1996-1997                                       | Queensland Academy of Sport    |
| 1997-1998                                       | NSW Institute of Sport         |
| 1998-1999                                       | SASI Pirates                   |
| 1999-2000                                       | NSW Institute of Sport         |
| Women's National Soccer League                  |                                |
| 2000-2001                                       | Queensland Sting               |
| 2001-2002                                       | Canberra Eclipse               |
| 2002-2003                                       | Queensland Sting               |
| 2003-2004                                       | NSW Sapphires                  |
| 2004                                            | Queensland Sting               |
| Australian National Women's Football Tournament |                                |
| 2005                                            | Queensland Sting               |

| Saison         | Saison régulière       | Grand Final                |
| W-League       | W-League               | W-League                   |
| -------------- | ---------------------- | -------------------------- |
| 2008-2009      | Queensland Roar        | Queensland Roar            |
| 2009           | Sydney FC              | Sydney FC                  |
| 2010-2011      | Sydney FC              | Brisbane Roar              |
| 2011-2012      | Canberra United        | Canberra United            |
| 2012-2013      | Brisbane Roar          | Sydney FC                  |
| 2013-2014      | Canberra United        | Melbourne Victory          |
| 2014           | Perth Glory            | Canberra United FC (2)     |
| 2015-2016      | Melbourne City FC      | Melbourne City FC          |
| 2016-2017      | Canberra United FC (3) | Melbourne City FC          |
| 2017-2018      | Brisbane Roar (3)      | Melbourne City FC          |
| 2018-2019      | Melbourne Victory      | Sydney FC                  |
| 2019-2020      | Melbourne City FC      | Melbourne City FC (4)      |
| 2020-2021      | Sydney FC              | Melbourne Victory (2)      |
| A-League Women |                        |                            |
| 2021-2022      | Sydney FC              | Melbourne Victory          |
| 2022-2023      | Sydney FC (5)          | Sydney FC                  |
| 2023-2024      | Melbourne City FC      | Sydney FC (5)              |
| 2024-2025      | Melbourne City FC (4)  | Central Coast Mariners (1) |

## Clubs participants
| Club                     | Ville                                            | Entraîneur           | Période d'activité | Meilleure performance | Classement en 2022-2023 |
| ------------------------ | ------------------------------------------------ | -------------------- | ------------------ | --------------------- | ----------------------- |
| Adelaide United          | Adelaide, Australie-Méridionale                  | Adrian Stenta        | 2008-              | 3e                    | 8e                      |
| Brisbane Roar            | Brisbane, Queensland                             | Alex Smith (en)      | 2008-              | 1er                   | 9e                      |
| Canberra United          | Canberra, Territoire de la capitale australienne | Njegosh Popovic      | 2008-              | 1er                   | 5e                      |
| Central Coast Mariners   | Gosford, Nouvelle-Galles du Sud                  | Emily Husband        | 2008-2009, 2023-   | 2e                    | –                       |
| Melbourne City           | Melbourne, Victoria                              | Dario Vidošić        | 2015-              | 1er                   | 3e                      |
| Melbourne Victory        | Melbourne, Victoria                              | Jeff Hopkins (en)    | 2008-              | 1er                   | 4e                      |
| Newcastle Jets           | Newcastle, Nouvelle-Galles du Sud                | Gary van Egmond (en) | 2008-              | 2e                    | 10e                     |
| Perth Glory              | Perth, Australie-Occidentale                     | Alex Epakis (en)     | 2008-              | 1er                   | 6e                      |
| Sydney FC                | Sydney, Nouvelle-Galles du Sud                   | Ante Juric (en)      | 2008-              | 1er                   | 1er                     |
| Wellington Phoenix       | Wellington, région de Wellington                 | Paul Temple          | 2021-              | 10e                   | 11e                     |
| Western Sydney Wanderers | Sydney, Nouvelle-Galles du Sud                   | Robbie Hooker        | 2012-              | 3e                    | 7e                      |
| Western United FC        | Melbourne, Victoria                              | Mark Torcaso (en)    | 2022-              | 2e                    | 2e                      |